# Minas Chadzidis
Minas Chadzidis (gr. Μηνάς Χατζίδης, ur. 4 lipca 1966) – piłkarz grecki grający na pozycji pomocnika.

## Kariera klubowa
Chadzidis pochodzi z Niemiec. Karierę piłkarską rozpoczynał w Wuppertalu w tamtejszych ESV Wuppertal i Wuppertaler SV. W 1985 roku przeszedł do Bayeru 04 Leverkusen. 20 listopada 1985 zadebiutował w Bundeslidze w przegranym 1:2 domowym spotkaniu z Bayernem Monachium. W Leverkusen grał do połowy sezonu 1987/1988 i wtedy też przeszedł do VfL Bochum, gdzie grał przez pół roku.
Latem 1988 Chadzidis trafił do greckiego Olympiakosu Pireus i zadebiutował w jego barwach w pierwszej lidze greckiej. Od sezonu 1988/1989 był podstawowym zawodnikiem klubu. Spędził w nim 8 lat i w tym okresie czterokrotnie został wicemistrzem Grecji w latach 1989, 1991, 1992 i 1995, a także dwukrotnie zdobył Puchar Grecji w latach 1990 i 1992.
W 1996 roku Chadzidis przeszedł do AGS Kastoria przez 10 sezonów, a pod koniec tamtego roku został zawodnikiem Iraklisu Saloniki. W 1998 roku grał w PAE Weria, a następnie wrócił do Niemiec. Od 1998 do 2007 roku grał w ligach regionalnych w takich zespołach jak: Wuppertaler SV, SV Elversberg, Union Solingen, 1. FC Kleve, TSV 05 Ronsdorf i SpVgg Radevormwald.

## Kariera reprezentacyjna
W reprezentacji Grecji Chadzidis zadebiutował 23 marca 1994 roku w zremisowanym 0:0 towarzyskim spotkaniu z Polską. W 1994 roku został powołany przez selekcjonera Alkietasa Panaguliasa do kadry na Mistrzostwa Świata w USA. Tam wystąpił we dwóch spotkaniach: przegranych 0:4 z Bułgarią i 0:2 z Nigerią. W kadrze narodowej rozegrał 10 meczów i strzelił jednego gola.